# New York-klass
New York-klass var en klass av slagskepp i den dem amerikanska flottan, av dreadnoughttyp, bestående av två fartyg. Konstruerad som en tyngre beväpnad förbättring jämfört med den tidigare Wyoming-klassen, så var New York-klassen de första slagskeppen med 14-tums huvudartilleri, men var en av de sista slagskeppsklasserna konstruerade med huvudartilleriet i fem kanontorn och kol för bränsle. Klassen led också av flera brister såsom brist på luftvärn och pansarskydd, som åtgärdades med den efterföljande Nevada-klassen. På grund av dessa brister såg båda fartygen flera omfattande översyner under sina karriärer, vilket kraftigt förändrade deras utseende.

## Fartyg i klassen

### USS New York (BB-34)
Kölsträck 11 september 1911, sjösatt 30 oktober 1912, tagen i tjänst 15 maj 1914, tagen ur tjänst 29 augusti 1946, struken ur registret 13 juli 1948

#### Andra Världskriget
USS New York deltog vid Operation Torch i Nordafrika, eskorterade konvojer, hon understödde även vid Slaget om Iwo Jima och slaget om Okinawa. Efter kriget användes New York som målskepp vid Operation Crossroads i juli 1946 och sänktes som målfartyg 1948.

### USS Texas (BB-35)
Kölsträck 17 april 1911, sjösatt 18 maj 1912, tagen i tjänst 12 mars 1914, tagen ur tjänst 21 april 1948, struken ur registret 30 april 1948

#### Andra Världskriget
USS Texas deltog vid Operation Torch i Nordafrika. Under Landstigningen i Normandie den 6 juni 1944 understödde hon landstigningen på Omaha Beach först genom att beskjuta kustartilleribatteriet på Pointe du Hoc tillsammans med USS Arkansas Senare under dagen skiftade USS Texas sin eld mot Vierville-sur-Mer där hårt tyskt motstånd spärrade vägen för det landstigande trupperna som skulle ta sig upp från stranden. Hon fortsatte att ge artilleriunderstöd till de landstigande trupperna till den 8 juni då hon avseglade till Plymouth för att fylla på ammunition. Den 11 juni återvände hon till den franska kusten för att fortsätta understödet men allteftersom trupperna avancerade blev kanonernas räckvidd en begränsande faktor och den 15 juni pumpade man ombord vatten för att ge henne en slagsida för att ge kanonerna tillräcklig räckvidd. 
Den 18 juni började VII Corps planera för att erövra Cherbourg med dess hamn, som skulle kunna hjälpa upp de allierades ansträngda underhållssituation i brohuvudet. När de amerikanska styrkorna närmade sig staden begärde Omar Bradley understöd från örlogsfartyg för att nedkämpa befästningar och stödjepunkter som hindrade framryckningen. På morgonen den 25 juni närmade sig slagskeppen USS Texas, USS Arkansas och USS Nevada tillsammans med fyra kryssare Cherbourg för att inleda bombardemanget. Det som var tänkt att ett understödjande företag för arméförbanden som kämpade sig fram mot Cherbourgs hamn urartade i en tre timmar lång artilleriduell med ett antal tunga kustartilleribatterier som inte kunde beskjuta markförbanden. USS Texas duellerade med batteri Hamburg utrustad med fyra äldre 24 centimeters kanoner, under striden träffades USS Texas av två granater varav den ena var en blindgångare utan att få några betydande skador. Efter reparationer i Plymouth för att åtgärda skadorna hon fick utanför Cherbourg avseglade hon den 16 juli mot Medelhavet för att understödja Operation Dragoon den 15 augusti, de landstigande trupperna avancerade så snabbt, att redan den 17 augusti var USS Texas understöd onödigt och hon kunde avsegla mot New York. 
Efter 36 dagars reparationer inkluderande byte av eldrör i New York överflyttades USS Texas till Stilla havet. Där understödje hon landstigningarna på Iwo Jima i februari 1945. Den 26 mars 1945 anlände hon utanför Okinawa för att inleda bombardemanget inför landstigningen den 1 april, hon blev kvar utanför Okinawa för att ge eldunderstöd fram till den 14 maj.

#### Museifartyg
Efter kriget blev USS Texas ett museifartyg, vid San Jacinto State Park nära Houston.

## Bilder

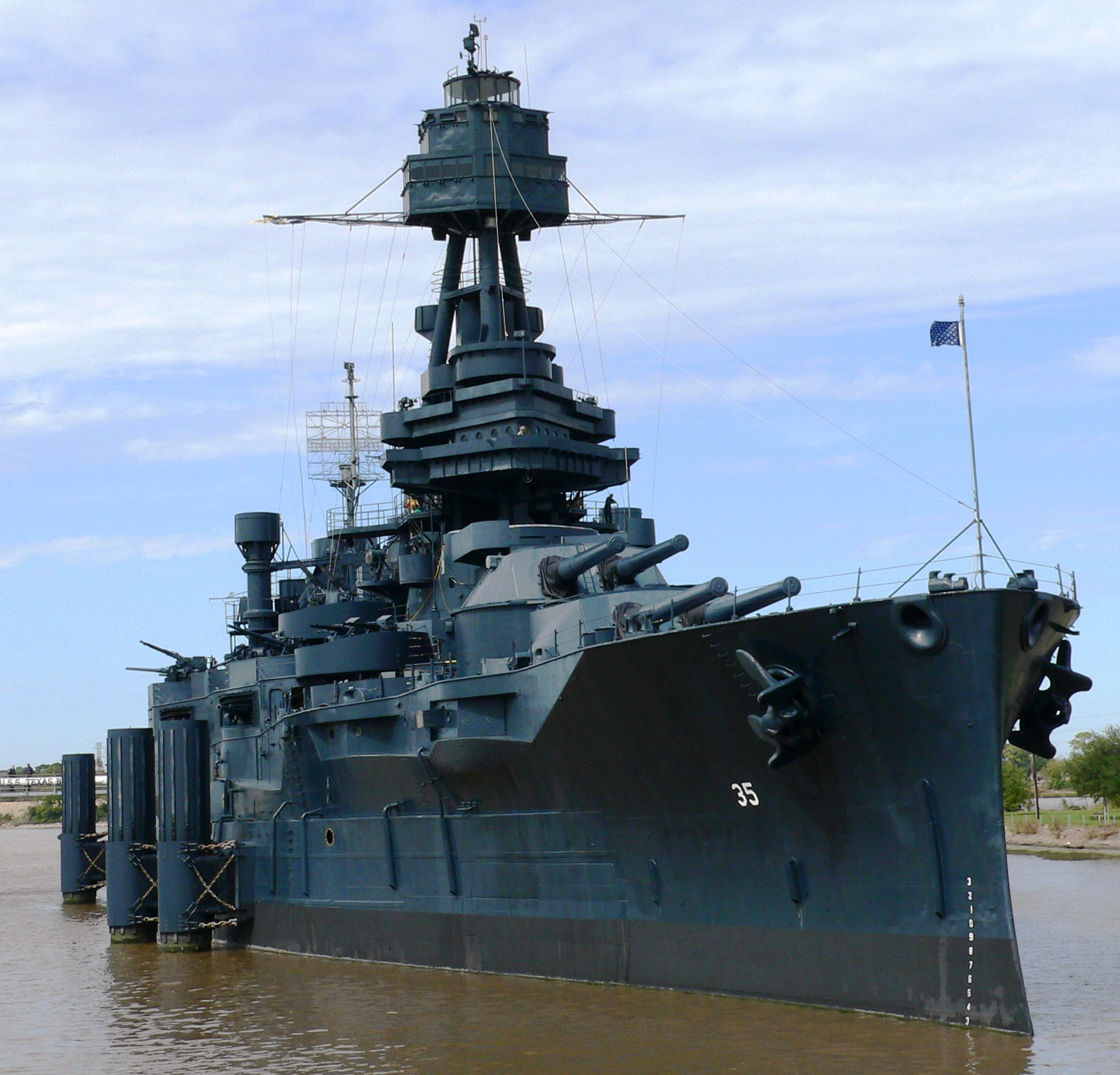
USS Texas i San Jacinto State Park, 2006.